# Thelotrema dislaceratum
Thelotrema dislaceratum är en lavart som beskrevs av Kremp. 1875. Thelotrema dislaceratum ingår i släktet Thelotrema och familjen Thelotremataceae.   Inga underarter finns listade i Catalogue of Life.